# لوري ويلسون
لوري ويلسون (بالإنجليزية: Lawrie Wilson)‏ هو لاعب كرة قدم بريطاني في مركز ظهير ‏، ولد في 11 سبتمبر 1987 في Collier Row ‏ في المملكة المتحدة. لعب مع بولتون واندررز وتشارلتون أثلتيك وستيفيناغ بوروه وكولتشستر يونايتد ونادي بيتربورو يونايتد ونادي روذرهام يونايتد.

## وصلات خارجية
- لوري ويلسون على موقع قاعدة بيانات كرة القدم.إي يو (الإنجليزية)
- لوري ويلسون على موقع Soccerbase.com (لاعب) (الإنجليزية)
- لوري ويلسون على موقع Soccerway.com (الإنجليزية)